# 9A52-4 Tornado
O 9A52-4 Tornado é um lançador múltiplo de foguetes desenvolvido pela Rússia . Ele foi projetado como uma versão leve e universal do BM-30 Smerch , apelidado de 9A52-2. Foi revelado pela primeira vez em 2007 como um lançador mais estratégico e taticamente móvel, embora à custa de uma ligeira redução no poder de fogo. Este modelo visa substituir a geração anterior de lançadores de foguetes múltiplos russos, incluindo BM-21 Grad , BM-27 Uragan e BM-30 Smerch. O Tornado foi projetado principalmente para disparar munições cluster, mas também pode ser usado para disparar ogivas termobáricas.

## Desenvolvimento
O sistema 9A52-4 Tornado é baseado no chassi do caminhão militar KamAZ-63501 8x8, que oferece boa mobilidade tática. É equipado com um único contêiner com seis tubos lançadores para foguetes de 300 mm, que podem disparar todos os foguetes Smerch atuais, incluindo HE-FRAG, incendiários, termobáricos, cluster com minas antipessoal ou antitanque. Projéteis de fragmentação também podem transportar munições antitanque autodirecionadas. O foguete padrão de 800 kg tem um alcance máximo de 90 km. Um sistema de correção de alcance e direção oferece melhor precisão em comparação com seus antecessores.
O 9A52-4 pode lançar foguetes singularmente, por uma ondulação parcial ou por uma salva completa, que pode cobrir uma área de 32 hectares. Uma salva completa pode ser disparada em 20 segundos. O veículo lançador 9A52-4 pode ser recarregado em 8 minutos. Os pods do lançador são projetados para uso com foguetes de 122 mm e 220 mm.
O sistema de armas está equipado com um sistema automatizado de posicionamento e controle de fogo, juntamente com um sistema autônomo de navegação e posicionamento por satélite. Os dados de posicionamento e disparo são trocados entre o veículo de lançamento e o veículo de comando.

## Operadores
- Rússia - 136 unidades[3][4]